# Quinton
A quinton egy olyan hegedűvariáns, amelyen öt húr található (három közülük kvarttávolságra van), válluk nyaktól ferdén lefelé fut, és feltűnően lapos (a bélhúrkötések miatt), a Viola da gambához hasonlóan.
Ugyan készültek sima öthúros hegedűk is, de a quintonok a gambabeütésük miatt különböznek azoktól.